# Khu Wandsworth của Luân Đôn
Khu Wandsworth của Luân Đôn (tiếng Anh: London Borough of Wandsword, /[invalid input: 'icon'][invalid input: 'En-uk-LBWandsworth.ogg']ˈwɒndzwɜːrθ/) là một khu tự quản Luân Đôn ở tây nam Luân Đôn, Anh, và tạo thành một phần của vùng Nội Luân Đôn. 

## Lịch sử
Khu được lập năm 1965 từ các khu vực thuộc Khu đô thị của Battersea và phần lớn đất của Khu đô thị của Wandsworth, nhưng không bao gồm Clapham và phần lớn Streatham, cả hai đều được chuyển cho Khu Lamberth của Luân Đôn.

## Địa lý
Khu này giáp Khu Lamberth của Luân Đôn về phía đông, Khu Merton của Luân Đôn và Khu Hoàng gia Kingston Upon Thames về hướng nam, Khu Richmond upon Thames của Luân Đôn về phía tây và về phía bắc (qua sông Thames) giáp ba khu, đó là Khu Hammersmith và Fulham của Luân Đôn, Khu Hoàng gia Kensington và Chelsea và Thành phố Westminster.